# Paracheirodon

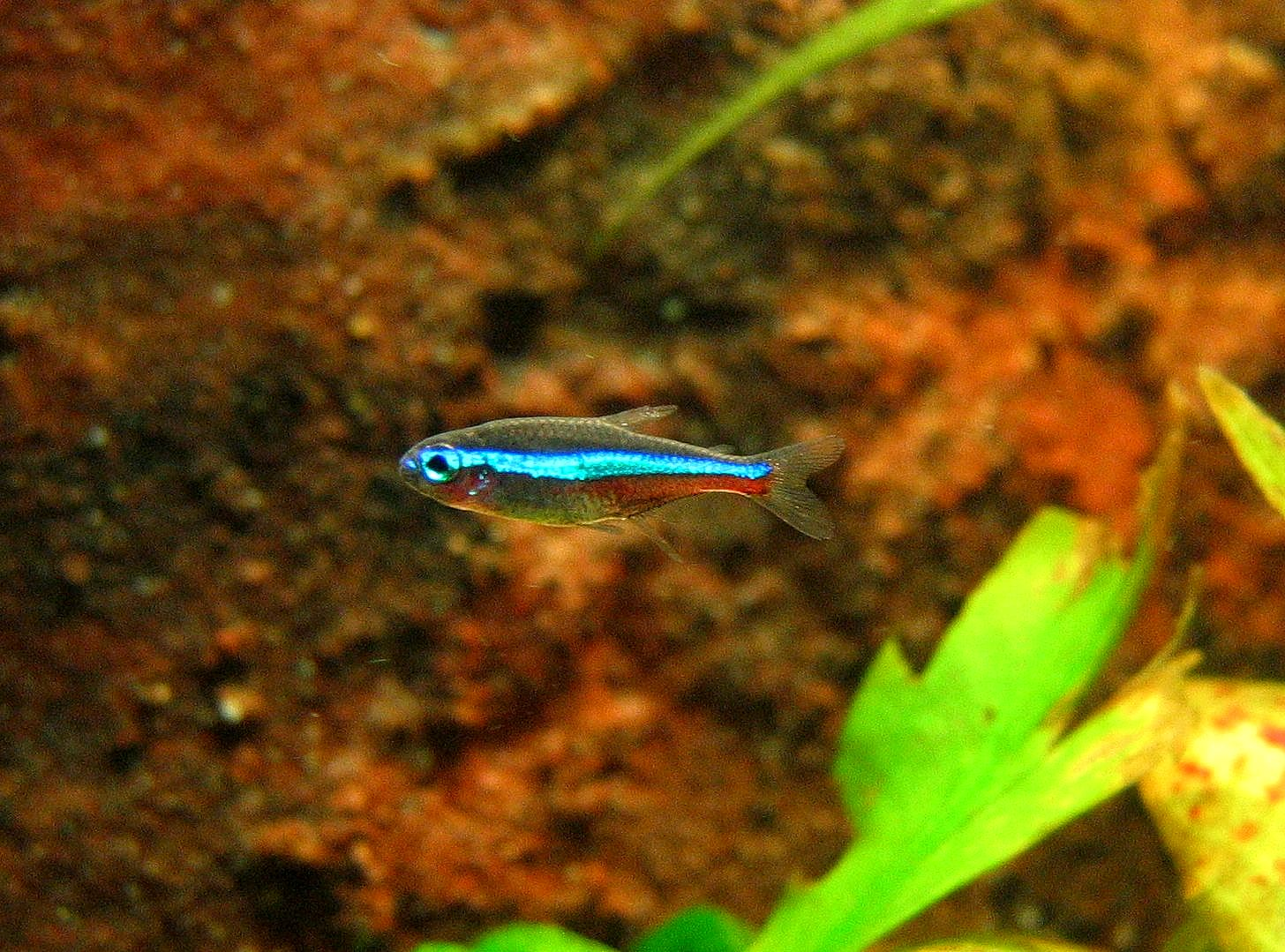
Paracheirodon simulans

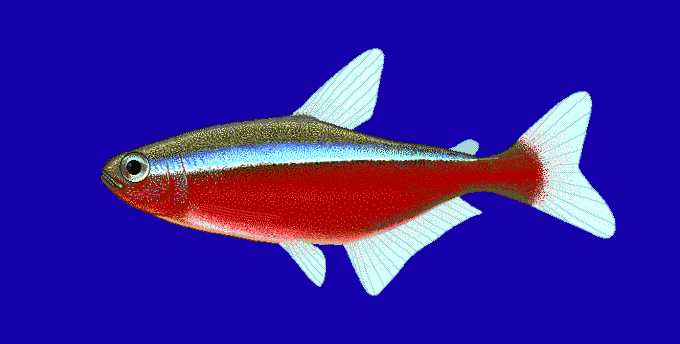
Tetra roig (Paracheirodon axelrodi)

Paracheirodon és un gènere de peixos de la família dels caràcids i de l'ordre dels caraciformes.

## Taxonomia
- Tetra roig (Paracheirodon axelrodi) (Schultz, 1956)[3]
- Tetra neó (Paracheirodon innesi) (Myers, 1936)[4]
- Paracheirodon simulans (Géry, 1963)[5][6][7][8][9][10][11][12]

## Morfologia
- Totes tres espècies comparteixen una línia lateral de color blau iridescent i difereixen lleugerament en la resta de llur coloració.
- Poden assolir una llargària màxima de 3 cm.[1]

## Reproducció
En el moment de la fresa, dispersen els ous i se'n desentenen. Tampoc tenen cura dels alevins.

## Alimentació
Mengen crustacis petits, insectes, cucs i zooplàncton.

## Distribució geogràfica
Es troba al nord de Sud-amèrica.